# Radići (Bośnia i Hercegowina)
Radići – wieś w Bośni i Hercegowinie, w Federacji Bośni i Hercegowiny, w kantonie bośniacko-podrińskim, w mieście Goražde. W 2013 roku liczyła 6 mieszkańców, z czego większość stanowili Serbowie.